# Кайт, Том
Томас (Том) Кайт (англ. Thomas Kyte) — американский специалист по информационным технологиям, вице-президент корпорации Oracle (работает в компании с 1993 года), старший архитектор отдела серверных технологий (англ. Server technologies division). Известен как эксперт в области разработки приложений для СУБД Oracle Database. Ведущий популярного сайта AskTom («Спроси у Тома»), посвящённого проблемам и методам их решений в Oracle Database, а также постоянный автор журнала Oracle Magazine. Автор нескольких бестселлеров по Oracle Database.
Проживает в Лисбурге, штат Вирджиния.